# Dario Argento Panico
Pour plus de détails, voir Fiche technique et Distribution.
Dario Argento Panico est un film documentaire britanno-italien réalisé par Simone Scafidi, sorti en 2023. Le film a été présenté en première mondiale lors de la 80e édition de la Mostra de Venise, dans la section Venice Classics.

## Synopsis
Le film se concentre sur les œuvres du cinéaste Dario Argento ainsi que sur sa vie personnelle. Parmi les personnes interrogées figurent la famille d'Argento, notamment ses filles Fiore et Asia et sa première femme Marisa Casale, ses collaborateurs de longue date tels que Michele Soavi, Lamberto Bava, Luigi Cozzi, Franco Ferrini et Claudio Simonetti de Goblin, ainsi que des réalisateurs qui ont été influencés par ses œuvres, à savoir Guillermo del Toro, Nicolas Winding Refn et Gaspar Noé,,.

## Fiche technique
- Titre original : Dario Argento Panico[5]
- Réalisation : Simone Scafidi
- Scénario : Simone Scafidi, Manlio Gomarasca, Davide Pulici
- Photographie : Patrizio Saccò
- Montage : Claudio Rossoni
- Musique : Alessandro Baldessari
- Production : Giada Mazzoleni, Daniele Bolcato
- Sociétés de production : Paguro Film, 341Production
- Pays de production :  Italie -  Royaume-Uni
- Langue originale : italien
- Format : Couleurs - 2,85:1
- Genre : documentaire
- Durée : 98 minutes
- Date de sortie : 
  - Italie : 6 septembre 2023 (Mostra de Venise 2024)
  - Royaume-Uni : 2 février 2024 (vidéo à la demande)

## Distribution
- Dario Argento : lui-même
- Asia Argento : elle-même
- Fiore Argento : elle-même
- Floriana Argento : elle-même
- Marisa Casale : elle-même
- Cristina Marsillach : elle-même
- Michele Soavi : lui-même
- Lamberto Bava : lui-même
- Franco Ferrini : lui-même
- Luigi Cozzi : lui-même
- Vittorio Cecchi Gori : lui-même
- Guillermo del Toro : lui-même
- Gaspar Noé : lui-même
- Nicolas Winding Refn : lui-même
- Claudio Simonetti : lui-même